# جيمس لند
جيمس لند (بالإنجليزية: James Lind)‏ (مواليد 4 أكتوبر 1716  في أدنبرة - 13 يوليو 1794)؛ طبيب إسكتلندي في البحرية الملكية البريطانية. استطاع الوصول إلى علاج لمرض الاسقربوط باستخدام ثمار الحمضيات من خلال إجرائه لعدة تجارب سريرية على المرضى المصابين، كما اقترح تقطير مياه البحر للحصول على مياه عذبة. وضرورة تحسين بيئة العمل على السفن البحرية.

## روابط خارجية
- جيمس لند على موقع الموسوعة البريطانية (الإنجليزية)
- مكتبة جيمس ليند (بما في ذلك السيرة الذاتية ومقتطفات من أهم أعمال ليند)
- صفحات Lind مع الإشارة إلى عائلة Lind بشكل عام بما في ذلك شجرة العائلة وغيرها من المستندات العائلية نسخة محفوظة 21 مارس 2019 على موقع واي باك مشين.
- معهد جيمس ليند يخلق آفاقا مستقبلية لصناعة الأبحاث السريرية ويواصل إرث جيمس ليند